# Stato libero di Lippe
Lo Stato libero di Lippe (in tedesco: Freistaat Lippe) fu uno Stato della Germania dal 1918 al 1947 formatosi durante la Repubblica di Weimar. La capitale era Detmold.

## Storia
Lo Stato libero di Lippe si formò dopo la fine del Principato di Lippe durante la rivoluzione di novembre del 1918. Quando il principe Leopoldo IV abdicò, lo stato di Lippe divenne una repubblica democratica caratterizzata da suffragio universale e separazione dei poteri.
Dopo la fine della seconda guerra mondiale, lo Stato di Lippe venne completamente restaurato dopo che il governo nazista, solo de facto ne aveva eliminato l'autonomia. La situazione rimase tale dal 1945 al 1947 quando l'amministrazione britannica che gestiva quest'area della Germania occupata dagli Alleati incorporò lo Stato di Lippe nel nuovo Land della Renania Settentrionale-Vestfalia, che era stato creato già tre mesi prima. Gli inglesi avevano molte basi militari nell'area occupata, di cui una significativa era posta proprio nello Stato di Lippe.

## Politica

### L'assetto istituzionale
La costituzione di Lippe venne approvata il 21 dicembre 1920. Stabiliva l'istituzione di un Landtag composto da 21 deputati eletti a suffragio universale, che deteneva il potere legislativo. Il governo era composto da un'assemblea di tre uomini chiamata Landespräsidium (presidenza dello stato), guidata da un presidente, responsabile nei confronti del landtag, che poteva scioglierla con un voto di sfiducia. L'assemblea svolgeva sia il ruolo di capo di stato che di capo del governo, e i suoi membri avevano almeno ufficialmente uguali poteri, infatti firmavano unitamente le leggi e i provvedimenti e le decisioni erano prese in modo collegiale con un voto di maggioranza semplice, ma il presidente aveva un ruolo di primus inter pares, simile a quello di un primo ministro. Per quasi tutta la durata della Repubblica di Weimar la Presidenza dello Stato fu composta da governi di coalizione con il Presidente appartenente al partito socialdemocratico.

### Rappresentanza nel Reichsrat
Nel Reichsrat, convocato nel 1919 e succeduto direttamente al Bundesrat, Lippe aveva un voto. Il rappresentante dello Stato Libero di Lippe era nominato dalla Presidenza dello Stato (articolo 29 della costituzione del 1920).